# Dysderina meridina
Dysderina meridina är en spindelart som beskrevs av Arthur M. Chickering 1968. Dysderina meridina ingår i släktet Dysderina och familjen dansspindlar.
Artens utbredningsområde är Costa Rica. Inga underarter finns listade i Catalogue of Life.